# 芳賀勝男
芳賀 勝男（はが かつお、1938年12月14日 - 2000年11月24日 ）は、日本の元プロボクサー。宮城県仙台市出身。ローマオリンピック日本代表。第16・18代日本バンタム級王者。プロ現役時代は暁ジム所属。

## 経歴
仙台育英学園高等学校で野球部に所属していた。ポジションは捕手だった。3年の時に主将を任されるも、夏の甲子園の県大会予選で敗退した。その後ボクシング部の練習に参加して、ボクシングを始める。当時ボクシング部の1年に、後のたこ八郎がいた。
中央大学進学後、ローマオリンピックバンタム級に日本代表として出場。1回戦で後にWBA世界ジュニアライト級王者：小林弘に挑戦するカルロス・カネテに勝利するも、2回戦でプリモ・ザンパリーニに敗れる（ザンパリーニは銀メダル獲得）。
1961年4月28日、プロデビューを勝利した。
1962年5月4日、後の世界フライ級王者：海老原博幸と対戦するが、判定負けになった。
1963年7月5日、永田耕造が持つ日本バンタム級王座に挑戦して、判定でプロ初タイトル獲得した。
1964年3月19日、高見達也に敗れて、王座初防衛失敗した。
1964年7月10日、高見とのリマッチを制して、王座返り咲き。
1964年11月12日、日大講堂で、山上哲也と初防衛戦を行うも無効試合だった。
1965年6月10日、山上に敗れ再び王座陥落した。これを最後に引退した。

## 獲得タイトル
- 第16代日本バンタム級（防衛0度）
- 第18代日本バンタム級（防衛1度）